# حسين أباد (علي جمال)
حسين أباد (بالفارسية: حسین‌آباد علی‌جمال) هي مستوطنة تقع في إيران في قسم علي جمال الريفي. يقدر عدد سكانها بـ 39 نسمة .